# Джерело (Енгр)
«Джерело» (фр. La Source, що означає  "джерело") — картина маслом на полотні французького неокласичного художника Жана-Огюста-Домініка Енгра. Робота була розпочата у Флоренції приблизно в 1820 році і не була завершена до 1856 року в Парижі. Коли Енгр закінчив «Джерело», йому було сімдесят шість років, він уже став відомим і був президентом Школи витончених мистецтв. Позу оголеної можна порівняти з іншою позою Енгра, «Венери Анадіомени» (1848), і це повторне уявлення про Афродіту Кнідську або «Венеру Лоскучу». Два учні Енгра, художники Поль Бальце та Александр Дезгофф, допомогли створити фон і глечик з водою.

## Опис
На картині зображена оголена жінка, яка стоїть прямо між отвором у скелях і тримає в руках глечик, з якого тече вода. Таким чином, вона представляє джерело води або джерело, для якого джерело є звичайним словом, і яке в класичній літературі є священним для муз і джерелом поетичного натхнення. Вона стоїть між двома квітами, з їх «вразливістю для чоловіків, які бажають їх зірвати» і обрамлена плющем, рослиною Діоніса, бога безладу, відродження та екстазу. Вода, яку вона виливає, відокремлює її від глядача, оскільки річки позначають межі, перетин яких символічно важливий.

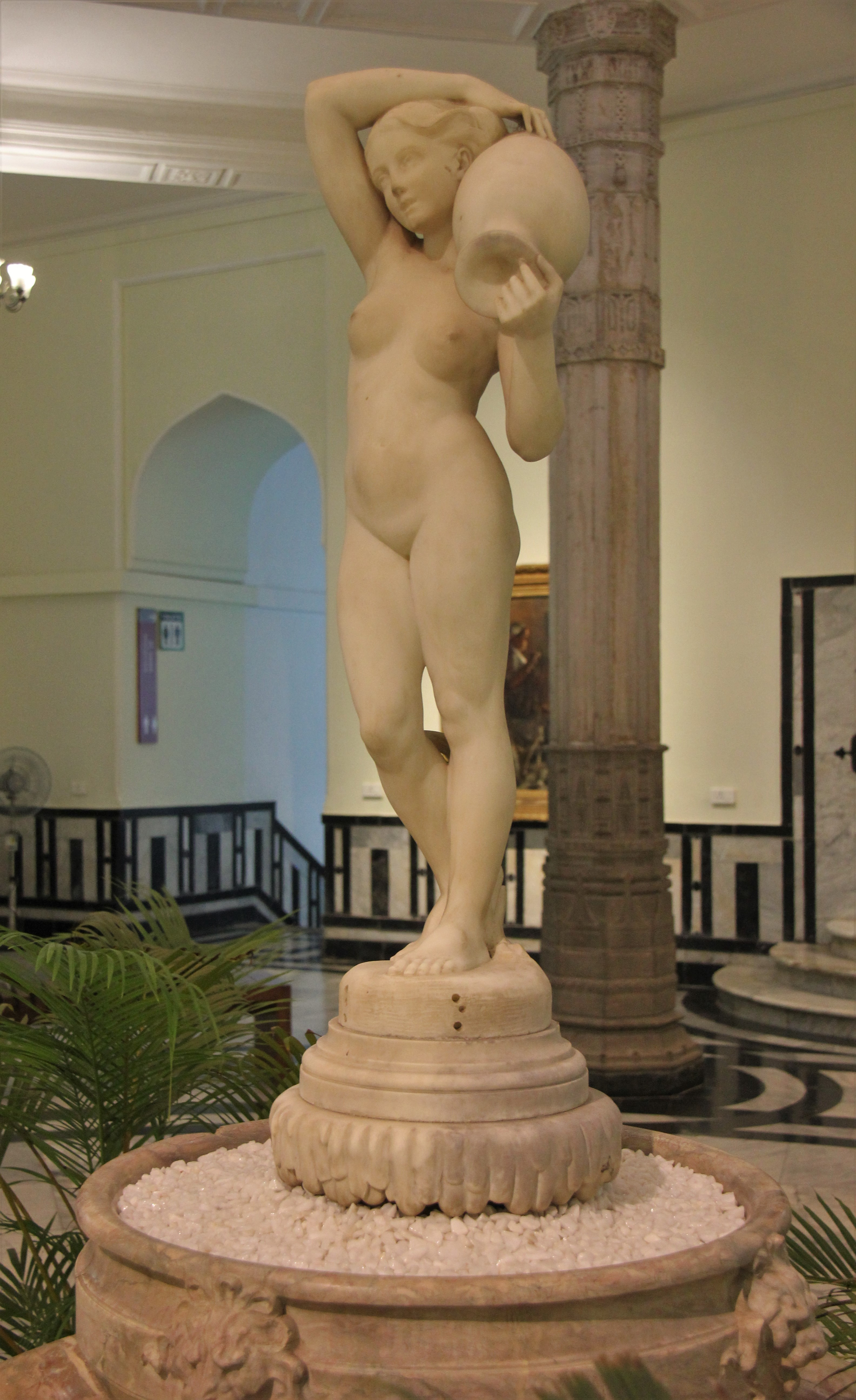
Мармурова скульптура на основі Джерела, створена на замовлення Дорабджі Тата і зараз знаходиться в Чхатрапаті Шіваджі Махараджа Васту Санграхалая, Мумбаї

## Тема
Історики мистецтва Френсіс Фаул і Річард Томсон припускають, що в «Джерелі» існує «символічна єдність жінки та природи», де квітучі рослини та вода служать фоном, який Енгр наповнює жіночими «вторинними атрибутами».

## Відгуки
Перша виставка «Джерела» відбулася в 1856 році, в рік її завершення. Картина була сприйнята з ентузіазмом. 1857 року картину придбав Дюшатель за 25 000 франків. Держава взяла на себе право власності на картину в 1878 році, і вона перейшла до Музею Лувру. У 1986 році він був переданий Музею д'Орсе. Картину часто виставляли та широко публікували.
Холдейн Макфолл в «Історії живопису: французький геній» описує «Джерело» як «чудову оголену натуру Енгра, за якою він в основному відомий». Кеннет Кларк у своїй книзі «Жіноча краса» зазначив, що «Джерело» було описано як «найкрасивіша фігура французького живопису». Вальтер Фрідлендер у «Давиді до Делакруа» називав «Джерело» просто найвідомішою картиною Енгра.
Моделлю для картини стала юна донька консьєржа Енгра. У своїй «Сповіді молодої людини» ірландський письменник Джордж Мур писав про моральність мистецького виробництва: «Яке мені діло до того, що доброчесність якоїсь шістнадцятирічної служниці була ціною за „Джерело“ Інгреса? Те, що натурниця померла від пияцтва і хвороби в лікарні, — ніщо в порівнянні з тим, що я повинен мати „Джерело“, цю вишукану мрію про невинність».